# Tremestieri Etneo
Tremestieri Etneo (Trimmisteri en Sicilien) est une commune italienne de 20 386 habitants située dans la province de Catane en Sicile.

## Géographie
La ville de Tremestieri Etneo se trouve dans la province de Catane, entre l'Etna et la ville de Catane. La ville se situe à 400 mètres d'altitude, sa position géographique centrée est idéale, elle a donc été toujours habitée par les hommes, même si au cours de l'histoire, des éruptions volcaniques et des catastrophes naturelles ont provoqué d'importants dégâts.

Situation de la commune de Tremestieri Etneo sur une carte de la province de Catane.

La commune est limitrophe des communes de Catane, Gravina di Catania, Mascalucia, Pedara, San Giovanni la Punta, San Gregorio di Catania et Sant'Agata li Battiati. La ville se trouve à 160 km au sud-est de Palerme.

## Histoire

### Origine
La ville est depuis longtemps un foyer de population pour les hommes. Des recherches archéologiques ont permis de découvrir dans la ville et ses alentours des fragments de poteries, des lampes, des pièces de monnaie et même des petits outils en métal.
À l'origine, la ville était connue sous le nom de Tria Monasteria. Des écrits mentionnant ce nom ont été trouvés dans des écrits datant de la domination de la Sicile par les Normands. La plus ancienne référence trouvée sur la ville date de 1191, elle est actuellement conservée à la bibliothèque des bénédictins de Catane.
La ville a souvent été frappée par des tremblements de terre, des violentes éruptions et des coulées de lave. Malgré cela, les habitants sont restés attachés à la ville et la commune s'est toujours relevée. L'attachement des habitants au lieu était soutenu par une foi religieuse très profonde.

### Première croissance
Durant le Moyen Âge, la commune connaît une première croissance. Le pape Eugène IV déclare en 1446 que l'église de la commune qui accueille depuis longtemps les fidèles va devenir une paroisse. Au début du XVIIe siècle, la ville compte 1 200 habitants et 7 églises.
En 1641, la commune est détachée de la ville de Catane à laquelle elle appartenait depuis la domination aragonaise sur la Sicile. La ville acquiert donc son autonomie administrative, bien qu'elle soit affectée par un système féodal et anachronique de gouvernement.

### L'administration de la commune
En 1817, à la suite de la réforme administrative introduite en Sicile par la monarchie des Bourbons, le système féodal est aboli et la ville devient une commune.
Les premières administrations de la commune vont devoir surmonter de nombreuses difficultés, notamment financières. Malgré tout, les dirigeants arrivent à réaliser un vaste programme de travaux publics visant à l'amélioration du niveau de vie dans la commune. Un cimetière communal est alors construit.
En 1874, le nom Tremestieri (du latin Tria Monsteria) est associé à Etneo pour la distinguer d'une cité homonyme qui se trouve à côté de Messine.
Au début des années 1960, la ville commence à enregistrer un développement immobilier exceptionnel. La ville va connaître alors une forte transition démographique, sa population dépasse les 20 000 habitants en 2000. Ce phénomène est provoqué par plusieurs facteurs sociaux économiques, tels que l'expansion urbaine de la ville de Catane qui a conduit à l'expansion de ses communes limitrophes, dont la ville de Tremestieri Etneo, ou la révolution de l'industrie agricole, qui a conduit à une réorganisation des surfaces de culture avec le développement de culture d'agrumes et de la viticulture.

## Économie
La ville produit principalement dans le secteur primaire : les productions agricoles, telles que la vigne, les agrumes ou les olives sont présentes tout autour de la commune.
Cependant, même si l'agriculture est le principal secteur économique de la ville, depuis quelques années l'industrie s'y développe assez fortement.

## Démographie
| 1861  | 1871  | 1881  | 1901  | 1911  | 1921  | 1931  | 1936  |
| ----- | ----- | ----- | ----- | ----- | ----- | ----- | ----- |
| 1 139 | 1 175 | 1 254 | 1 475 | 1 460 | 1 617 | 1 722 | 1 801 |

| 1951  | 1961  | 1971  | 1981   | 1991   | 2001   | 2011   | - |
| ----- | ----- | ----- | ------ | ------ | ------ | ------ | - |
| 2 021 | 2 550 | 6 872 | 13 538 | 16 695 | 20 442 | 21 032 | - |

On remarque une augmentation continue de la ville à chaque décennie. La plus forte croissance a lieu entre 1950 et 2000, en 50 ans la ville a vu sa population multipliée par 10.
On estime qu'avant 1850, la ville avait une population stable autour de 1 000 habitants.

## Monuments et lieux d'intérêts
Les monuments remarquables de la ville de Tremestieri Etneo sont ceux qui ont survécu aux nombreuses coulées de lave qui ont touché la ville tout au long de son histoire. C'est le cas de certaines de ses églises, comme l'église de Santa Maria delle Grazie (Sainte-Marie de Grâce) et l'église dell'Immacolata (de l'immaculée conception).
Un autre lieu d'intérêt de la commune est la collection de charrettes siciliennes de la famille Constantino. Leur collection peut être vue dans le quartier 'di Piano habité majoritairement par des viticulteurs.

## Événements
Les événements marquants de la ville sont les fêtes de leurs saintes-patronnes : 
- Notre-Dame de la Paix (Madonna della Pace), qui a lieu le premier dimanche après Pâques.
- Fête de Sainte-Barbara (Santa Barbara), qui est célébrée le 4 décembre.

L'administration communale se charge également de spectacles pendant l'été.
La fête de l'Iris et de l'Artisanat a lieu pendant la fête. On peut y déguster des iris et visiter le « Mercatino dei Morti », un lieu où sont exposés des produits artisanaux locaux.

## Sport
L'équipe de football locale est l'A.S.D Tremestieri  Etneo. Le club joue actuellement en première catégorie (l'équivalent de la 8e division), ses couleurs sont le rouge et le bleu.
La ville possède un club de football de plage qui évolue en 1re division.
Il y a également des équipes de volley-ball. L'équipe féminine évolue en série B1 et l'équipe masculine en série B2.
La ville dispose aussi d'un club de water-polo évoluant en série A2 - Tour Sud.

## Source
- (it) Cet article est partiellement ou en totalité issu de l’article de Wikipédia en italien intitulé « Tremestieri Etneo » (voir la liste des auteurs).